# Solo Per Due
Solo Per Due là một nhà hàng tự cho là nhỏ nhất thế giới ở Ý. Nhà hàng được thành lập vào năm 1989 bởi ba chủ nhà hàng trên khu đất của nhà thơ Horace, gần Vacone, Ý. Theo như tên gọi của nó, có nghĩa là "Chỉ cho Hai [người]", nhà hàng chỉ có chỗ ngồi dành cho hai người trên một chiếc bàn duy nhất trong một căn phòng có diện tích 400 foot vuông (37 m2).

## Mô tả
Solo Per Due thuộc sở hữu của ba người, gồm Giovanni và Remo di Claudio. Họ thành lập nhà hàng vào năm 1989 như một lựa chọn cho các vấn đề hầu bàn chậm trễ tại các nhà hàng lớn. Nhà hàng tọa lạc tại một tòa nhà từ thế kỷ 19 gần Vacone, Ý, gần khu đất của nhà thơ La Mã Horace.
Solo Per Due tự nhận là nhà hàng nhỏ nhất thế giới. Phòng ăn của nhà hàng có diện tích chỉ 400 foot vuông (37 m2) và trang hoàng bằng tượng chân dung của các hoàng đế La Mã, bông hoa và chân nến. Nhà hàng chỉ có một chỗ ngồi dành cho hai người trên chiếc bàn duy nhất: trên thực tế, tên của nhà hàng được dịch từ tiếng Ý là "chỉ dành cho hai người". Nhà hàng phục vụ hai bữa ăn một ngày: bữa trưa và bữa tối.
Muốn thưởng thức tại Solo Per Due thực khách phải đặt trước và xác nhận trước hơn 10 ngày. Thực khách Không được phép hủy bỏ vào phút chót và phải gọi thông báo cho nhà hàng trước nửa tiếng. Do nhà hàng quy mô nhỏ, Solo Per Due thường được đặt trước trong nhiều tháng.

## Thực đơn
Thực đơn cho bữa ăn tại Solo Per Due được chế biến cho mỗi khách dựa theo sở thích của họ. Mỗi thực đơn khởi đầu với giá cố định €250 (không thanh toán bằng thẻ tín dụng). Mức giá cho một bữa ăn bốn món có thể lên tới €500. Tùy thuộc vào số lượng món ăn, một bữa ăn tại Solo Per Due có thể kéo dài hơn ba giờ.
Nhà hàng không có rượu vang trong thực đơn. Thay vào đó thực khách được mời chọn trong số 10 loại rượu do người bồi bàn đưa cho họ xem.